# 後藤三右衛門

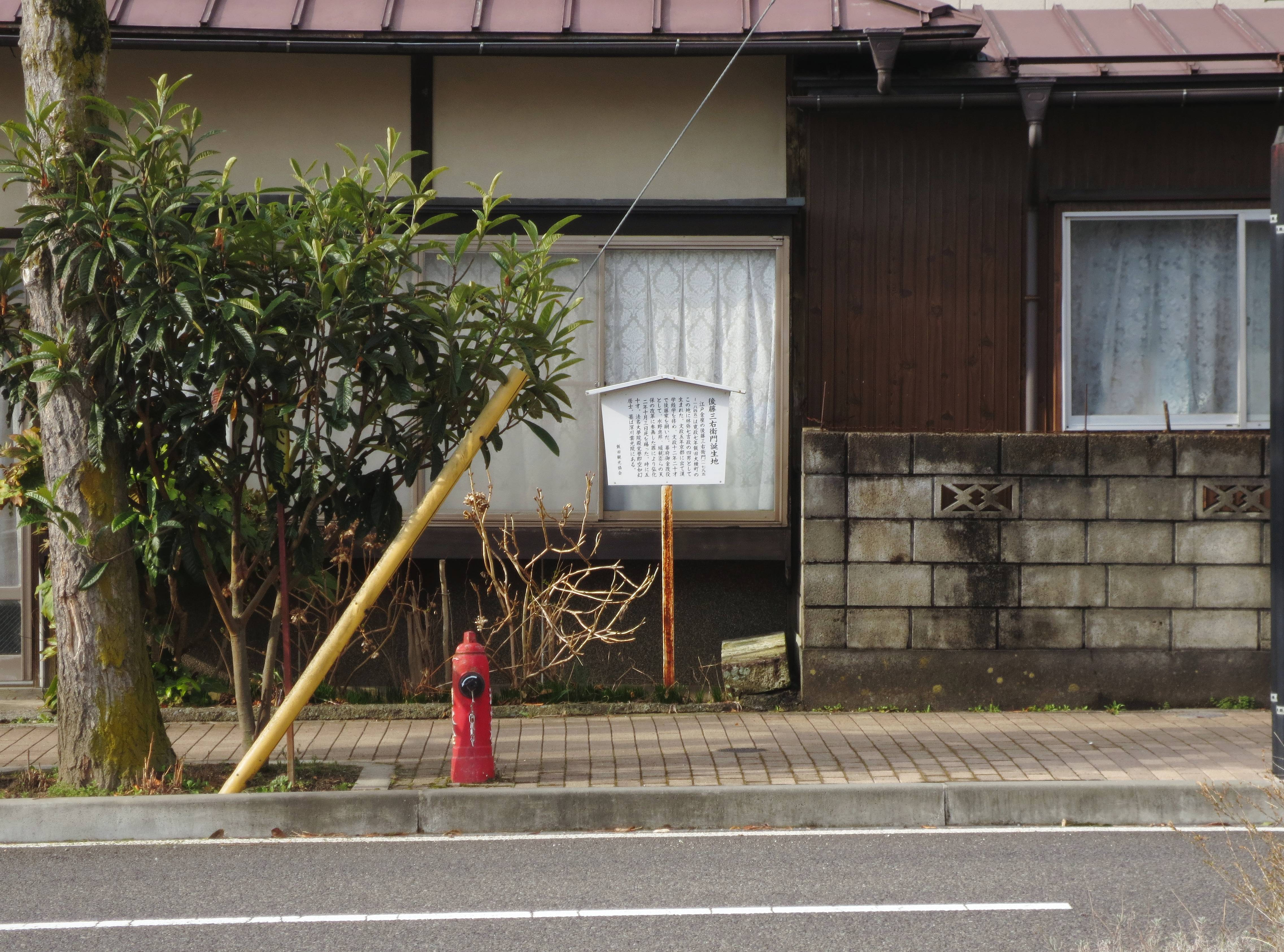
生誕地（長野県飯田市）

後藤 三右衛門（ごとう さんえもん､寛政8年（1796年） - 弘化2年10月3日（1845年11月2日））は、江戸時代後期の商人。13代目後藤庄三郎。諱は光亨（みつみち）。旧姓・林、旧名・奥輔。

## 生涯
後藤庄三郎家は慶長時代から徳川氏に仕え、金座や銀座を支配した商家であったが文化7年（1810年）に取り潰され、分家の三右衛門方至がその地位を継いだ。
文化13年（1816年）、信濃国飯田城下大横町の飯田藩御用商人である林弥七言政の四男、奥輔が方至の婿養子となり三右衛門家を継ぎ、金座御金改役となった。その際、奥輔から光亨に改名している。光亨は文化5年（1808年）から3年間上洛し、猪飼敬所に漢学、経学を学んだ。
文政2年（1819年）に貨幣改鋳を実施し、文政小判の鋳造を開始した。老中の水野忠邦が台頭すると鳥居耀蔵や渋川敬直と共に「水野の三羽烏」と呼ばれ、経済面でのブレーンとなり、天保通宝を鋳造を建策し、天保6年（1835年）閏9月より鋳造が開始された。寛永通宝一文銭のおよそ8枚分の重量にして百文銭とする天保通宝は高く評価され、短期間で大量に鋳造され、後藤家に多くの収益をもたらした。天保8年（1837年）、再び改鋳を実施し、天保小判・天保五両判の鋳造を開始した。これらの改鋳によって、幕府には多大な改鋳利益がもたらされた。
天保13年（1842年）、物価高の原因は天保二朱金や天保小判のような悪貨発行の連発にあるとする上申書を忠邦に提出した。物価の高騰はもとより忠邦による天保の改革の趣旨に反することからこの上申が容れられ天保小判の鋳造は一時中断するが、天保14年（1843年）9月の老中首座であった忠邦の失脚により天保15年（1844年）9月から鋳造が再開された。
弘化元年（1844年）5月、江戸城本丸が火災により焼失した。老中首座の土井利位はその再建費用を集められなかったことから徳川家慶の不興を買ったため、忠邦は半年後の6月21日に老中首座に復帰し、失脚の際に自身を裏切った勘定奉行兼南町奉行鳥居耀蔵の追放に動く。この際に三右衛門は同じく忠邦の周囲にいた渋川敬直と共に、鳥居を裏切って讒言した。鳥居は同年9月に職務怠慢及び不正を理由に解任された。しかし、忠邦の老中再登用は老中の土井利位や阿部正弘らの反発を招き、弘化2年（1845年）、阿部により三右衛門から忠邦への16万両の贈収賄が暴かれた。老中首座に返り咲いたが、往年の権勢を取り戻すことができずにいた忠邦は同年2月に老中を辞職。同年9月、忠邦は領地より2万石を減封されて5万石となり、強制隠居・謹慎が命じられた。家督は長男の忠精に継ぐことを許されたが同年11月30日に出羽国山形藩に懲罰的転封を命じられた。
同じく10月3日、鳥居は讃岐丸亀藩主京極高朗にお預け、同日に渋川も豊後臼杵藩主稲葉観通にお預けとなり、三右衛門は同日に斬首、三右衛門家は断絶となった。墓所は東京都江東区三好の雲光院。
この事件の発覚により天保通宝の鋳造は一時中断されるが、弘化4年（1847年）から再び鋳造が再開された。

## 飯田とのかかわり
文政6年（1823年）、飯田に大火があった時には見舞金500両を送り、天保の大飢饉の際には、実家の兄の弥七に25両を送って、窮乏者の賑恤にあたるように申し出ている。また、天保の改革で一時的に江戸所払いとなった役者の飯田近在での興行を、国許の義兄関島光広と協力して手配し、天保2年（1831年）に岩井半四郎、同5年（1834年）に三代目尾上菊五郎、同12年（1841年）に七代目市川團十郎、弘化3年（1846年）に坂東三津五郎が来演しており、現在につながる飯田の人形劇文化の形成に寄与した。

## 後藤光亨が登場するTV・書籍
- テレビドラマ「江戸を斬る」（俳優：田中明夫）
- みなもと太郎『風雲児たち』
- 松本清張『天保図録』